# Arbetshäst

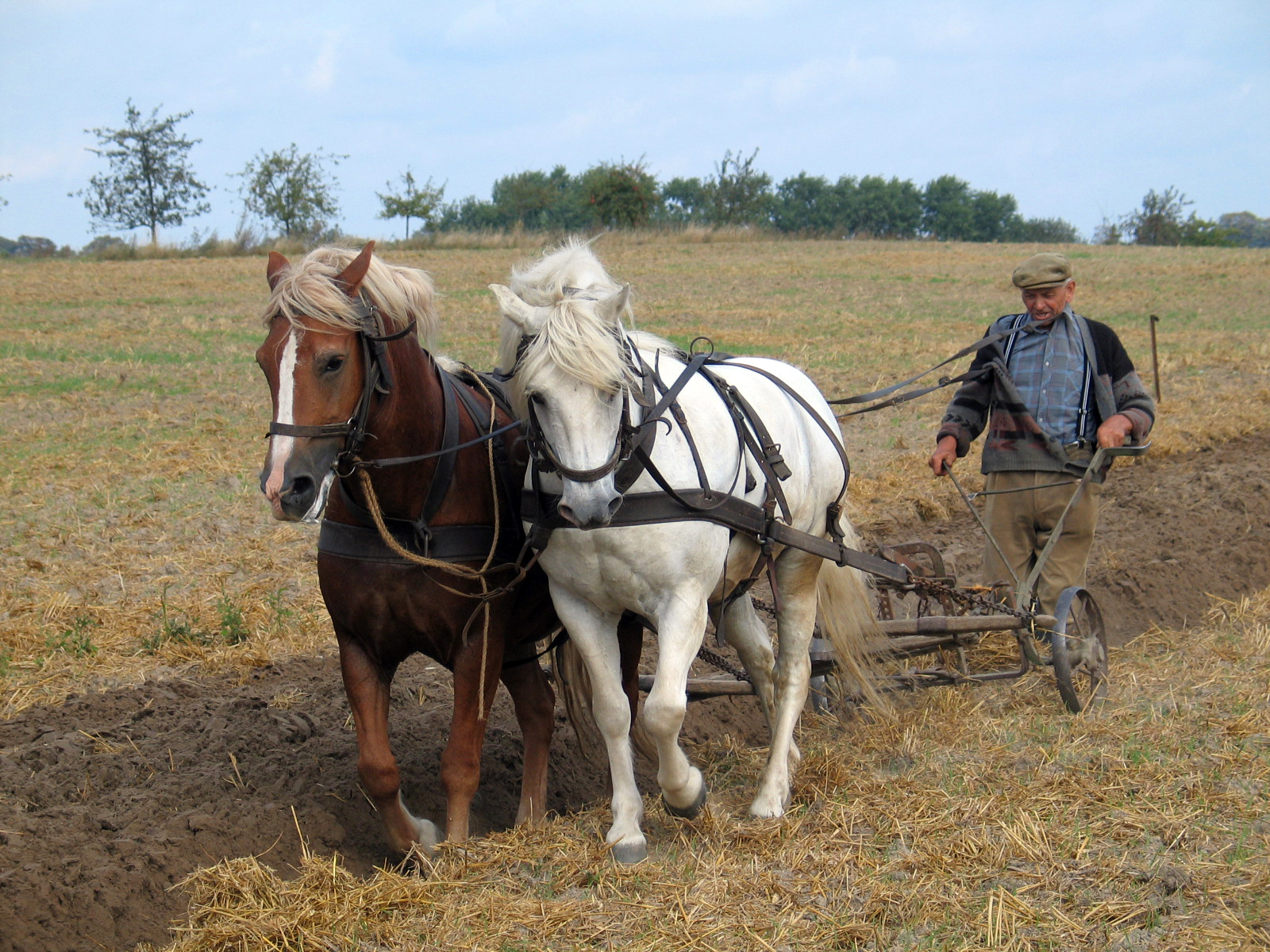
Hästar har haft stor betydelse för människan som arbetsdjur

En arbetshäst är en häst som är ett arbetsdjur bland annat inom jordbruk, i skogsbruket eller som körhäst för att dra vagnar eller som packdjur. Att använda hästar som arbetsdjur har existerat sedan domesticeringen för ca 6 000 år sedan, men har inte varit vanligt i Europa förrän under 1700-talet och inte förrän på 1800-talet i Sverige. Numera förekommer det väldigt sällan att man använder hästar inom jordbruk, skogsbruk eller transport sedan bilar, traktorer och andra maskiner nästan helt övertagit arbetsuppgifterna ända sedan mitten av 1900-talet. De flesta arbetshästar i Europa är kraftigare och tyngre kallblodshästar, men framförallt i Asien och Afrika används lättare hästar eller ponnyer som packdjur eller dragdjur. 
Idag används hästen som arbetsdjur i en mycket mindre omfattning och de tyngre hästarna korsas ofta med mindre raser för att istället bli kraftigare ridhästar eller körhästar. Men på flera håll kan man fortfarande se tunga hästar dra vagnar för ölbryggerier som reklam eller inom mindre, privata skogsbruk och jordbruk. 

## Arbetshästens egenskaper
De vanligaste arbetshästarna är oftast större och tyngre kallblodshästar som både har styrka och ett lätthanterligt humör, samtidigt som de kan leva på lite foder, något som var väldigt viktigt bland fattigare bönder förr. Att ha en häst som även höll för ansträngningarna var minst lika viktigt, då många bönder inte hade råd att hålla sig med många hästar. Kallblodshästarna har än idag samma karaktär. Mest framträdande är det lugna temperamentet, den enorma styrkan och dragkraften. Hovar och ben är oftast hårda och klarar påfrestningarna. 
Som körhästar har man även utvecklat grövre varmblodshästar som inte bara var tillräckligt starka för att dra tunga vagnar med last, utan som även kunde dra snabbare än de kraftigare kallbloden som ofta var långsammare. En del av de grövre varmbloden användes även inom lättare jordbruk. Dock har även mindre hästar och till och med riktigt små ponnyer använts som drag- och transportdjur sedan antiken, något som än idag är ganska vanligt i bland annat östra Asien och i bergsrika regioner där varken traktorer eller större hästar kan ta sig fram.

## Historia

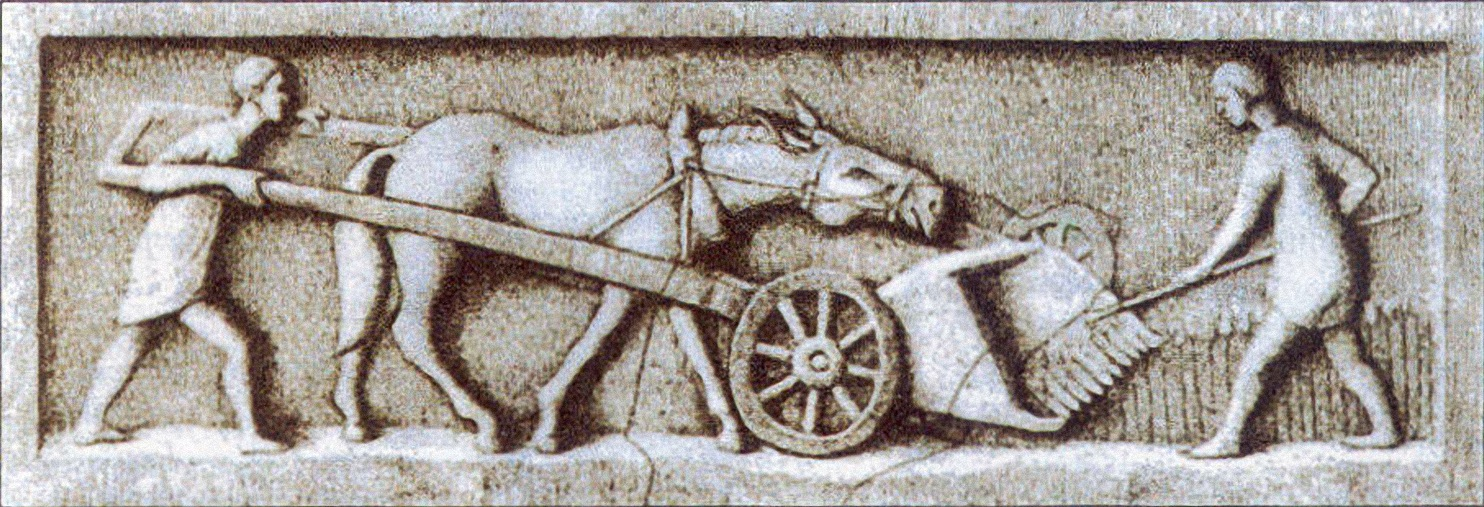
Gravfynd har visat att hästarna har använts som arbetsdjur sedan antiken

Hästarna har använts som arbetsdjur ända sedan domesticeringen för cirka 5 000-6 000 år sedan, detta var dock vanligare i Orienten och i centrala Asien. Hästarna användes då främst för att dra vagnar och som ridhästar till strid eller som transport. Inom jordbruket var det vanligare att man använde oxar. Det var först på 1700-talet som man införde hästen inom jordbruket eller för att dra timmer i större utsträckning i Europa och i Sverige dröjde det ända fram till 1800-talet innan man bytte till hästar. Men hästen blev snabbt populär att använda i alla slags arbeten inom jordbruk, skogsbruk och transport. Ända fram till mitten av 1900-talet var världsekonomin delvis beroende av hästen som tillgång inom jordbruk, skogsbruk och industri eller som körhäst för att transportera varor. Arbetshästarna var en stor tillgång för bönderna under hela året, då de drog timmer i skogen om vintrarna och arbetade på åkrarna under somrarna. 
När människan så småningom lärde sig att behärska aveln och föda upp hästarna systematiskt, för att få fram olika typer av hästar, som var lämpade för olika delar av näringsverksamheten, så uppstod en mängd olika raser och typer. De flesta tyngre arbetshästarna i Europa var kallblodshästar, härstammande från den primitiva Skogshästen, medan de asiatiska arbetshästarna som var mindre, baserades på den mongoliska vildhästen Przewalski. Många olika raser har uppstått ur Skogshästen, bland annat de berömda Ardennerhästarna, Clydesdalehästarna, Shirehästarna och Nordsvensken. 

### Arbetshästen som transport- och dragdjur

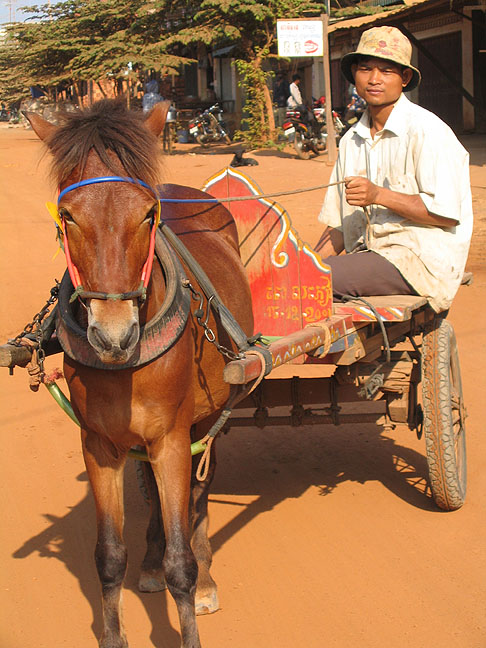
Hästar och åsnor var i flera hundra år det enda sättet att ta sig fram på och för en del är hästen lika viktig idag

När arbetshästen även började användas som körhäst till att dra vagnar, planerades körvägarna ofta omsorgsfullt, så att det inte skulle gå onödigt tungt. Branta stigningar undveks i möjligaste mån och körvägar anlades därför ofta så att de följde naturen, runt berg och liknande, så att det blev jämn lutning. Att dra timmerlass från berg ned till vattendrag för vidare flottning, kunde i bästa fall ske med körvägar som huvudsakligen hade svagt medlut. För att det skulle gå lätt, vattnades ibland körvägarna så att de blev isiga och hala för timmerlassen. För stort medlut innebar risker, eftersom hästen har begränsade möjligheter att bromsa ett tungt timmerlass som skjuter på. Skaklar med broddar i bakänden kunde dock ge broms. Skaklarna var fastsatta på sådant sätt, att timmerlaset kör upp på skaklarnas bakre del och med sin tyngd trycker ner de broddar, som sitter i skaklarnas bakkant, så att de trycks ner i underlaget och bromsar. En konstruktion som även används på vissa timmerkälkar, som är avsedda att dras med snöskoter.
Arbetshästar användes även som transportmedel och för nöje. Tävlingar med hästar och vagnar har funnits sedan antiken i Grekland och i Egypten. Under medeltiden kunde tyngre hästar användas för att dra vagnar med fotsoldater, eller för att dra soldaternas utrustningar och vapen. Även i samhällena användes hästar och vagnar, både för att transportera varor och för att ta sig från plats till plats. Bland annat anordnades vagnar som drog familjer från de olika byarna och in till städerna eller för att åka till kyrkan på helgerna. De tyngre kallblodshästarna blev ofta avlade till lättare men ändå medeltunga körhästar som till exempel Cleveland Bay, Irish draught eller Hackneyhästen. I och med utvecklingarna av körhästarna utvecklades även vägarna, och lätta hästar avlades för att dra enkla vagnar, nobla hästar avlades för att dra kungens egen vagn, och de riktigt tunga hästarna kunde dra bussvagn eller till och med de första spårvagnarna under slutet av 1800-talet. Sedan postsystemet hade utvecklats, användes även hästarna till att dra postvagnarna. Under 1800-talets viktorianska era drog hästarna även begravningsvagnar med kistor och var prydda med plymer och fint dekorerade filtar under selarna. 
När industrialiseringen tog fart i slutet av 1700-talet och början av 1800-talet, tilltog även hästens arbetsuppgifter som drag- och körhäst drastiskt. Inte ens när järnvägarna byggdes förlorade hästen sin betydelse. Bland annat var järnvägsbolagen under denna tid de största hästägarna i världen, och många järnvägsbolag hade tillhörande stall, som kunde rymma upp till 600 hästar. När fler och fler började resa med järnvägarna, ökade även hästdragna omnibussar och vagnar som kunde ta hand om närtransporten. Hästarna användes även för att frakta gods från och till stationerna. 
Innan de första ånglokstågen kördes, drogs även dessa vagnar av hästar. Det första hästdrivna tåget gick 1803 mellan Wandsworth och Croydon i England. Liknande järnvägar fanns även på Irland och i mellersta Europa, där den största av dem var en förbindelse mellan Linz i norra Österrike och Budweiz i Böhmen (numera Tjeckien). På den banan transporterade hästarna bland annat salt. 
Idag är många av de fattigare länderna beroende av hästar som transportdjur. Över hela världen tävlas det också i körning med enspann, tvåspann eller fyrspann eller till och med sexspann med sex hästar spända framför vagnarna. Att åka häst och vagn har blivit ganska ovanligt i västvärlden, där det mest görs för nöjes skull eller inom turismen. I New York till exempel, kan man åka hästdroska mitt inne i stan. Hästar används också för att dra båtar på kanaler, genom att dra dem med rep från kanterna, något som existerat sedan 1800-talet. Om kanalerna frös till is, kunde speciella isbrytare dras av över 20 hästar i galopp.

### Arbetshästen inom skogsbruket

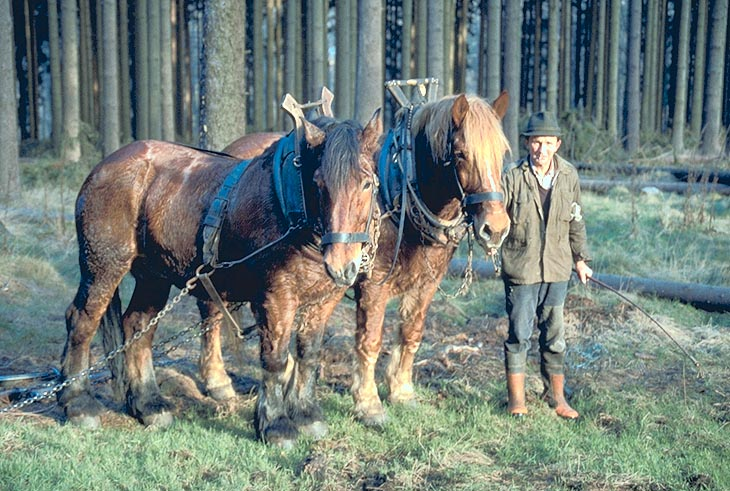
Hästen som har lättare att ta sig fram än stora maskiner, används i viss utsträckning inom skogsbruket än idag

Hästen har alltid varit populär inom skogsbruket och används än idag på flera håll i Sverige. Hästen utgjorde ofta en central punkt inom skogsbruket, då den kunde ta sig fram även där det inte fanns vägar. Det krävdes heller inga stora kalhyggen för att kunna skaffa fram bra virke. 
När körvägar hade bra lutning och var isiga kunde körkarlar med bra hästar lasta ca 10 m³ timmer. En last vars vikt kan uppgå till cirka 8 ton. En kapacitet som inte är att förakta även i jämförelse med moderna skogsmaskiner. Vid körning där det är starka motlut har dock moderna skogsmaskiner helt överlägsen kapacitet. Moderna skogsmaskiner har också fördelen att inte tröttas ut på samma sätt som en arbetshäst som drar tungt.
Under och efter koloniseringen av Amerika flyttade många nybyggare till den Nya världen och var beroende av hästar för att kunna hämta timmer till husen och gårdarna som byggdes. Numera finns även mekaniska varianter av skogshästarna till exempel Järnhästen, se skogsmaskin.
Strax före andra världskriget övertogs de flesta landsvägtransporterna av lastbilar och hästen användes istället till kortare transporter. Hela skogen fick ett förändrat värde när man kunde hämta virket på längre avstånd än vad man kunde med hästarna. När fler sågverk byggdes blev transportsträckorna ännu kortare och när traktorerna så småningom kom in i bilden, så blev avståndet förkortat ytterligare. Traktorn tog virket till bilvägen eller till industrin och hästen kom bara att användas i den mest besvärliga terrängen. Så småningom hade hästen tjänat ut sin roll som arbetshäst i skogen. Dock används hästen än idag inom skogsbruk, men då främst av privata skogsägare.

### Arbetshästen i jordbruket

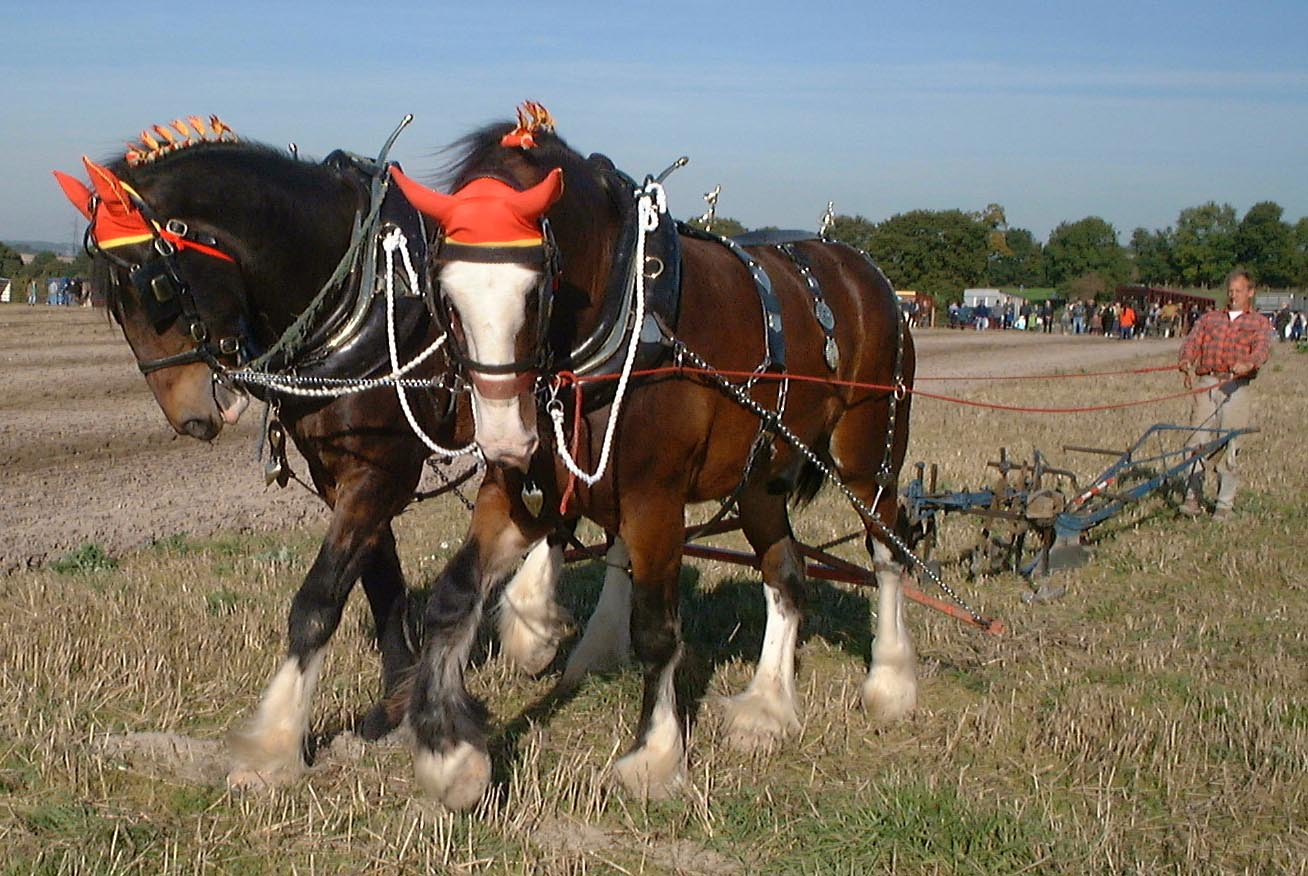
Hästen började användas för jordbruk så sent som på 1700-talet i Europa, men existerar än idag och man kan till och med tävla i plöjning och jordbruk med häst

Hällristningar som hittats i norra Europa som är från bronsåldern visade hästar som var fastspända framför plogar, men det skulle dröja ända fram till 1700-talet innan hästen ersatte oxen i jordbruket i Europa. Under bronsåldern var en häst framför plogen enbart symboliskt och användes i en religiös ritual där den första fåran plöjdes av hästen för att sedan ersättas med oxarna. Varken seldon eller hästarna var tillräckligt utvecklades för att klara jorden i norra Europa. Inte förrän på 1000-talet fanns det stora kraftiga hästar som kunde klara av jorden, men dessa hästar användes främst inom krigföringen. På många ställen i Sverige, bland annat Småland, Skåne och Bohuslän användes oxarna så sent som fram till första världskrigets slut. Inte ens i Asien eller Mellanöstern, där hästarna först domesticerades, användes hästarna inom jordbruket, då hästarna värdesattes för högt bland folken. 
Under 1700-talets senare hälft skulle dock hästen komma att bli allt vanligare, när de tyngre kallblodsraserna utvecklades. Hästarna var både snabbare och i vissa fall starkare än oxarna. Oxarna var även idisslare och tog längre tid på sig att ta vara på fodret. Den ökande industrialiseringen gjorde även att behovet av mat ökade och jordbruken kunde både utökas och gå med större vinst. Arbetshästar användes i jordbruket bland annat för att plöja eller dra olika jordbrukshjälpmedel som till exempel harvar, såmaskiner, stockvältar, höskrindor och slåttermaskiner. I USA hade man bland annat utvecklat en 12 meter bred och 15 ton tung skördetröska som krävde cirka 30, ibland upp till 40, hästar att dra den. I USA växte populationen snabbt under slutet av 1800-talet. Även jordbruken expanderade så mycket, att mellan 1860 och 1914 ökade hästpopulationen från 7 miljoner hästar till 25 miljoner.
Under mitten av 1900-talet mekaniserades jordbruken mer och mer, och många hästar blev överflödiga. Aveln av tyngre arbetshästar saktades ner och en del raser försvann helt. Dock finns det än idag folk som är beroende av hästar inom jordbruket, bland annat i bergsområden där traktorer har svårt att ta sig fram.  Många av de fattigare republikerna i Asien och Sydamerika utnyttjar fortfarande hästar inom både jordbruket och skogsbruket. Även i USA används hästar, bland annat av Amishfolket. På vissa håll finns även bönder som helt enkelt anser att det är både lättare, billigare och miljövänligare med hästar.

### Arbetshästen inom industrin

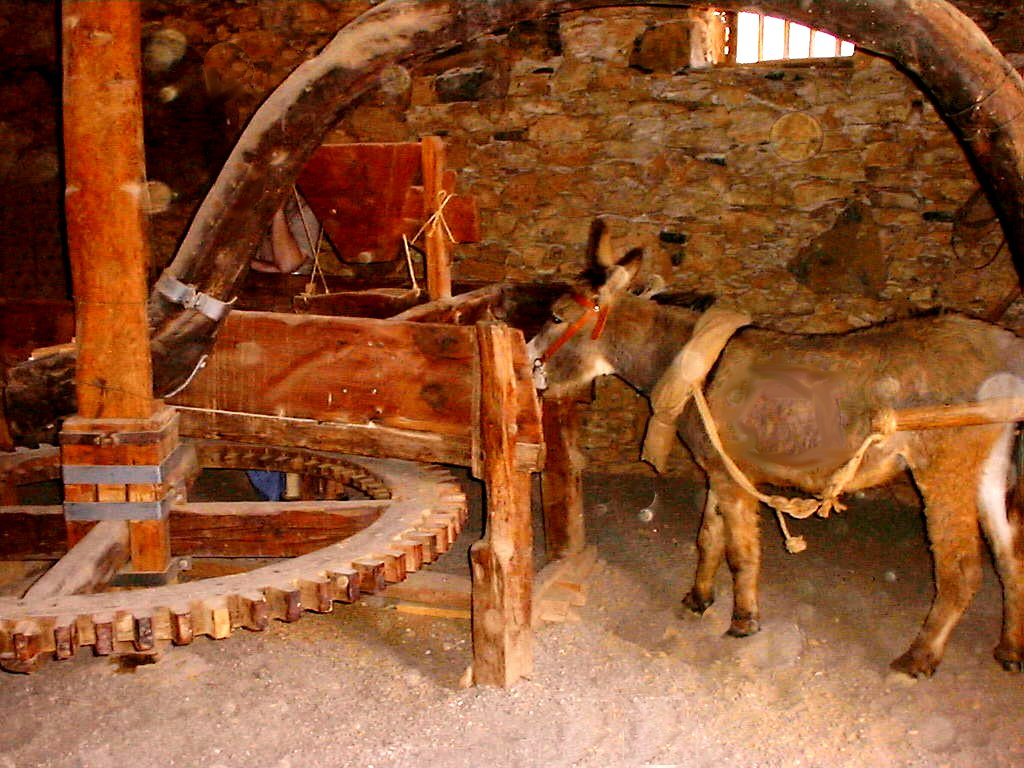
Både hästar och åsnor användes inom industrin, bland annat i kvarnar, gruvor och stålverk

Under början av 1800-talet hade industrialiseringen tagit sådan fart, att kolgruvorna fick gå på högvarv. För att snabbare kunna få upp kolet i gruvorna och transportera det, började man använda hästar. Riktigt små ponnyer, som till exempel Shetlandsponnyn, som kunde vara under en meter i mankhöjd, användes inne i gruvorna som var låga i tak. De små Shetlandsponnyerna var så pass starka, att de kunde dra upp vagnar fullastade med kol, som kunde väga flera hundra kilo. Utanför gruvorna väntade större och tyngre arbetshästar, som kunde dra fullastade vagnar på upp till ett ton kol, som kördes in till städerna. De sista gruvponnyerna pensionerades så sent som 1994 i Northumberland i England. 
Utvecklingen av järnvägen bidrog även till mer jobb för hästarna, då de kunde få dra vagnarna med material till stålverken och transportera skenorna till byggplatserna. Även jordbruken påverkades av industrialiseringen. Befolkningen ökade och de nya arbetstillfällena gjorde att det krävdes mer produktion av mat, inte bara kött, utan även grönsaker, bröd, potatis, med mera. Kvarnarna blev mekaniska och drogs av hästar eller åsnor för att kunna mala så mycket säd som möjligt. Hästarna arbetade även inom sågverken där, de både kunde få dra timret till sågen, för att sedan frakta bort produkterna som brädor, sågspån och ved. När populationen ökade krävdes det även att fler hus byggdes och hästarna drog tungt material åt byggarbetarna. 
I och med att hästarna hjälpte till inom industrialiseringen, så utsattes de även själva för en ökande efterfrågan på olika produkter. När hästarna var slutkörda slaktades de eller om de dött av andra orsaker, så tog man hand om dem på ett sätt, som en modern hästägare kan uppfatta som minst sagt kontroversiellt. Av hovarna tillverkade man lim, tagel användes till att göra borstar eller att stoppa möbler med. Benen kunde malas till gödselmedel, efter att man tagit bort fettet, om inte de användes till att göra knappar eller andra produkter av ben. Taglet kunde även användas till att göra metrev och fiolstråkar. Till och med läderindustrin hade ökat kraftigt och miljontals hästhudar såldes. I England och USA använde man hästköttet både till vanlig köttproduktion, medan magra hästar fick användas i hund- eller kattmat.

## Arbetshästen idag

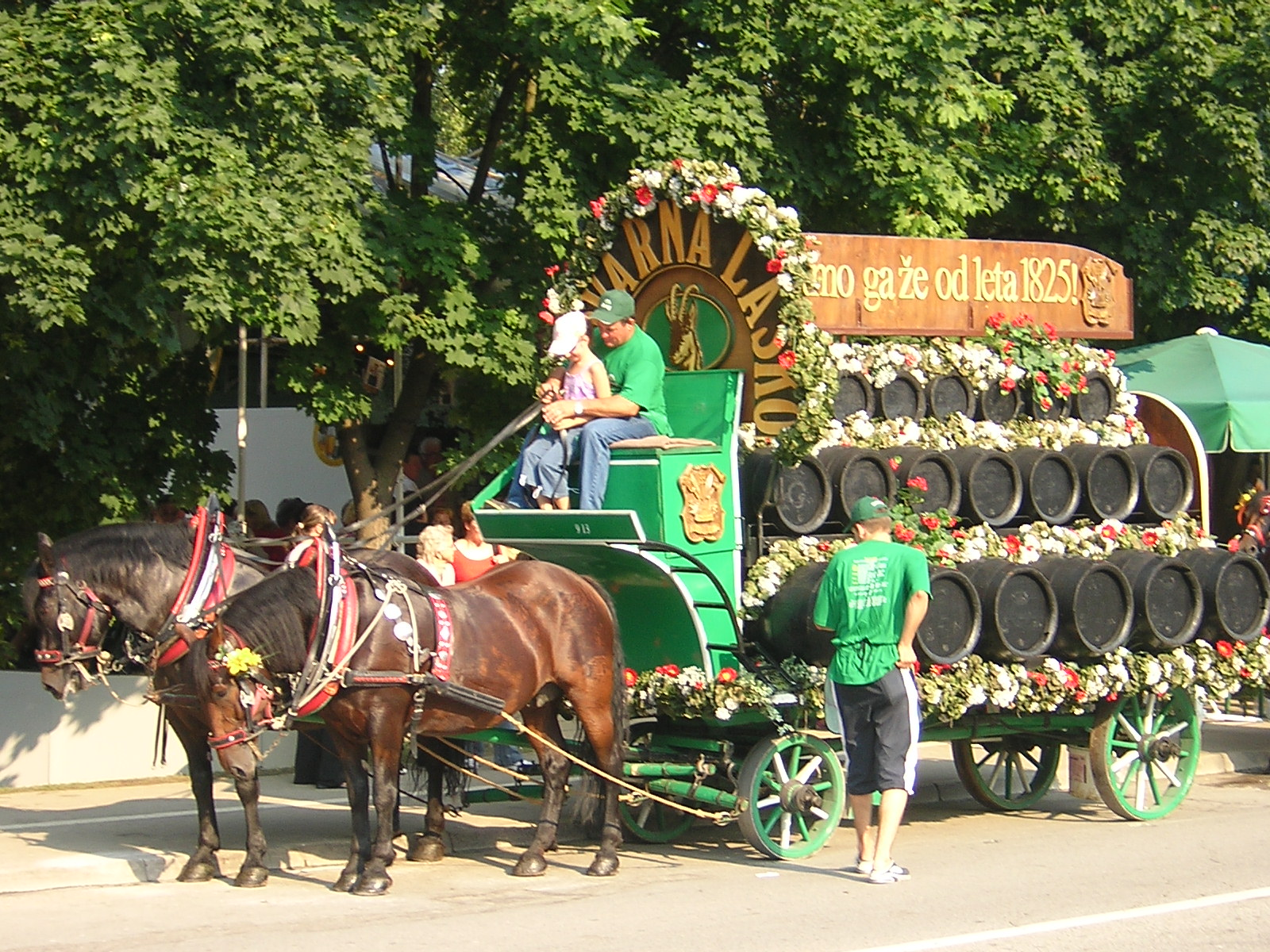
Idag kan hästar användas för att dra ölvagnar i reklamkampanjer

Den sista glansperioden hade de tyngre arbetshästarna precis före mitten av 1900-talet innan jordbruken började mekaniseras. Uppfödarna sålde och exporterade arbetshästar i tusentals varje år och hästarna hade utvecklats till högklassiga hästar. Efter mitten av 1900-talet fick bönderna tillgång till traktorer och mekaniska maskiner som klarade av mer än arbetshästarna och till slut skulle nästan all avel stanna av. Aveln av tunga kallblodsraser pågår dock än idag och man försöker nu hitta nya sätt att marknadsföra de tunga hästarna på. En del av de föregående hästarna har mer och mer gått över till att bli ridhästar bland annat de lite mindre kallblodshästarna som Nordsvensken & det finska kallblodet. De riktigt tunga hästarna har minskat drastiskt i antal även om det bildats föreningar inom raserna som jobbar på att bevara raserna från att dö ut. 
Idag är det ganska ovanligt att se hästar inom jordbruket men den senaste tidens miljödebatter har lett till att fler och fler jordbruk har gått tillbaka till att använda hästar inom mindre jordbruk. Körhästar har fått nytt liv genom att dra vagnar i olika reklamkampanjer som t.ex. för ölbryggerierna.  Dessvärre har även många fattigare bönder insett fördelen med att använde de riktigt kraftigare hästarna inom köttproduktionen. För att rädda de riktigt stora kalbloden har man börjat satsa på en mer selektiv avel för att få fram de mindre exemplaren som skolas till ridhästar. De lättare nordiska kallbloden som Nordsvensken, Dölehästen och Finskt kallblod har även nått framgång inom travsporten, bland annat den kallblodiga travaren Järvsöfaks som vunnit flera stora lopp och blivit röstad som årets häst flera år på raken.